# Cyathea weatherbyana
Cyathea weatherbyana là một loài thực vật có mạch trong họ Cyatheaceae. Loài này được (C.V. Morton) C.V. Morton mô tả khoa học đầu tiên năm 1969.